# Тіна Ромеро
Тіна Ромеро (ісп. Tina Romero, нар. 14 серпня 1949, Нью-Йорк, США) — відома американська акторка мексиканського походження, яка дебютувала в мексиканському кінематографі в 1976 році.

## Біографія
Тіна Ромеро народилася 14 серпня 1949 року в американському місті Нью-Йорку. У 1958 році акторка з батьками перебираються в Мехіко, де в 1976 році у віці 27 років закінчує мексиканський університет кінематографії при кіностудії «Televisa». У тому ж році вона знімається в телесеріалі «Тереза». У 1982 році її запрошують до Голлівуду, на зйомку американського мелодраматичного серіалу. Після успішного виходу серіалу, Тіна повертається в 1983 році в Мехіко. Насправді щасливий успіх прийшов до акторки в 1989 році, виконанням ролі доктора Габріели дель-Конде в теленовелі «Просто Марія», після успіху якого, акторці запропонували реальну посаду лікаря, але вона відмовилася від пропозиції, заявивши, що образи докторів вона виконає лише в серіалах, так як вона акторка. У 1995 році, акторка знімається в серіалі «Алондра». У 1999 році знімається в теленовелі «Росалінда».

## Фільмографія

### Серіали студіїTelevisa
- 2010 — «Повна любові» — Паула
- 2009 — «Мій гріх» — Асуньсьон Торрес «Чона»
- 2000 — «Обійми мене міцніше» — Хасінта Ріверо
- 1999 — «Росалінда» — Долорес Ромеро
- 1995 — «Алондра» — Сесілія
- 1989 — «Просто Марія» — доктор Габріела дель Конде